# Ottocaro II di Stiria
Ottocaro II (1082 – 28 novembre 1122) fu margravio di Stiria dal 1082 alla morte.

## Biografia
Era figlio di Ottocaro I di Stiria e nonno di Ottocaro III, e apparteneva alla dinastia degli Ottocari. Nella lotta per le investiture si schierò con il papa, atto che portò a lottare con suo fratello Adalberone, che era dalla parte dell'imperatore. Il conflitto si risolse a favore di Ottocaro, il quale depose il fratello nel 1082 divenendo margravio. Dopo che la dinastia Eppenstein si estinse, Ottocaro ereditò i loro possedimenti nelle valli del Mur e del Mürz. Fondò il monastero benedettino a Garsten (Alta Austria) nel 1108.

## Famiglia e figli
Ottocaro II fu sposato nel 1090 con Elisabetta, figlia di Leopoldo II d'Austria, margravio della marca Orientale, e Ida di Formbach-Ratelnberg, ed ebbero tre figli:
- Leopoldo il Forte;
- Cunigonda († 28 luglio 1161), sposata con Bernardo, conte di Sponheim-Marburg;
- Willibirg († 18 gennaio 1145), sposato con Ecberto II, conte di Formbach-Pitten.